# Таквакор
Таквакор (англ. Taqwacore) — направление в панк-музыке, связанное с исламом и исламской культурой.
Слово придумано Майклом Мухаммадом Найтом в его романе «The Taqwacores», как словослияние слов hardcore и таква (араб. تقوى‎ — богобоязненность).
Сцена таквакора состоит в основном из молодых мусульман в США и других западных странах, которые открыто отрицают традиционную интерпретацию ислама и ведут свой собственный образ жизни.

## История
Первая группа, игравшая исламский панк, — это Alien Kulture.
Роман Найта вызвал рост современного американского движения исламского панка, и многие группы, использующие термин «таквакор», — это группы, которые совершили турне, по которому снят документальный фильм. Поэтому сообщество таквакора практически неотделимо от Найта и его литературы.
Первые группы, использовавшие слово таквакор — The Kominas, Vote Hezbollah и Sagg Taqwacore Syndicate. Другие группы этого жанра — Secret Trial Five, Fedayeen, Sarmust, KB и другие группы, записывающиеся в SG-Records.

## Темы
Таквакор связан с понятиями прогрессивного ислама и исламского анархизма.